# 2e méridien est
Pour les articles homonymes, voir 2e méridien.
En géographie, le 2e méridien est est le méridien joignant les points de la surface de la Terre dont la longitude est égale à 2° est.

## Géographie

### Dimensions
Comme tous les autres méridiens, la longueur du 2e méridien correspond à une demi-circonférence terrestre, soit 20 003,932 km. Au niveau de l'équateur, il est distant du méridien de Greenwich de 223 km,.
Avec le 178e méridien ouest, il forme un grand cercle passant par les pôles géographiques terrestres.

### Régions traversées
En commençant par le pôle Nord et descendant vers le sud au pôle Sud, le 3e méridien est passe par:
| Coordonnées         | Pays, Territoire ou mer | Notes                                                                            |
| ------------------- | ----------------------- | -------------------------------------------------------------------------------- |
| 90° 00′ N, 2° 00′ E | Océan Arctique          |                                                                                  |
| 81° 32′ N, 2° 00′ E | Océan Atlantique        |                                                                                  |
| 61° 00′ N, 2° 00′ E | Mer du Nord             | Passe juste à l'est de Lowestoft, Angleterre, Royaume-Uni                        |
| 51° 00′ N, 2° 00′ E | France                  | Passe juste à l'ouest de Paris, passe par Revel, Occitanie à 43° 27′ N, 2° 00′ E |
| 42° 27′ N, 2° 00′ E | Espagne                 | Llívia exclave - sur environ 1km                                                 |
| 42° 26′ N, 2° 00′ E | France                  | Sur environ 9km                                                                  |
| 42° 22′ N, 2° 00′ E | Espagne                 | Passe juste à l'ouest de Barcelone                                               |
| 41° 16′ N, 2° 00′ E | Mer Méditerranée        |                                                                                  |
| 36° 34′ N, 2° 00′ E | Algérie                 |                                                                                  |
| 20° 15′ N, 2° 00′ E | Mali                    |                                                                                  |
| 15° 19′ N, 2° 00′ E | Niger                   | Passe juste à l'ouest de Niamey                                                  |
| 12° 44′ N, 2° 00′ E | Burkina Faso            |                                                                                  |
| 11° 25′ N, 2° 00′ E | Bénin                   |                                                                                  |
| 6° 17′ N, 2° 00′ E  | Océan Atlantique        |                                                                                  |
| 60° 00′ S, 2° 00′ E | Océan Austral           |                                                                                  |
| 69° 57′ S, 2° 00′ E | Antarctique             | Terre de la Reine-Maud, revendiqué par la Norvège                                |